# Рекс Морган (баскетболіст)
Рекс Морган (англ. Rex Morgan, 27 жовтня 1948, Чарльзтон, Іллінойс — 15 січня 2016, Джексонвілл, Флорида) — американський професіональний баскетболіст, що грав на позиції атакувального захисника за команду НБА «Бостон Селтікс».

## Ігрова кар'єра
На університетському рівні грав за команду Джексонвілл (1968–1970). 
1970 року був обраний у другому раунді драфту НБА під загальним 4-м номером командою «Бостон Селтікс». Професійну кар'єру розпочав 1970 року виступами за тих же «Бостон Селтікс», захищав кольори команди з Бостона протягом усієї історії виступів у НБА, яка налічувала 2 сезони.